# Rhyacophila thyridata
Rhyacophila thyridata är en nattsländeart som beskrevs av Navás 1935. Rhyacophila thyridata ingår i släktet Rhyacophila och familjen rovnattsländor. Inga underarter finns listade i Catalogue of Life.